# Arraba (Jénine)
Pour l’article homonyme, voir Arraba.
Arraba (en arabe: عرّابة) est une petite ville située au nord de Cisjordanie (13 km au sud-ouest de Jénine exactement). L'altitude moyenne de la petite ville est de 350 m. Arraba comprend environ 10 000 habitants, tous sont musulmans. Le maire d'Arraba est Adnan Musa qui a été élu en 2012.

## Résidents remarquables
- Moustapha Zibri
- Khader Adnan
- Sami Taha